# 大二宗圖

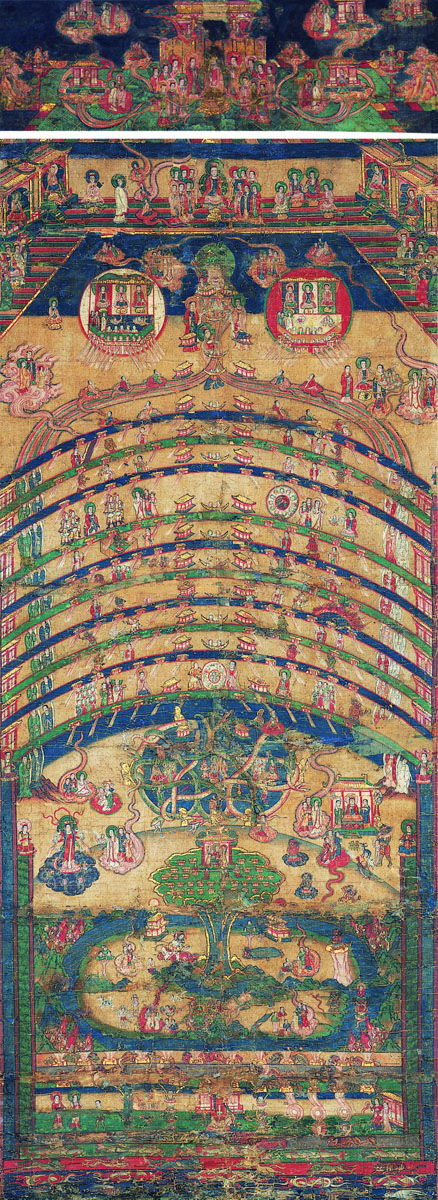
《摩尼教宇宙圖》，13–14世紀絹畫掛軸，其中的圖像很有可能呈現了一部華化版本的「圖經」。

《大二宗圖》（波斯語：‎，羅馬化：Aržang 或 ），在《摩尼光佛教法儀略》中音譯為《大門荷翼圖》，是摩尼教用來闡釋教義的圖集，俗稱《圖經》。

## 概述

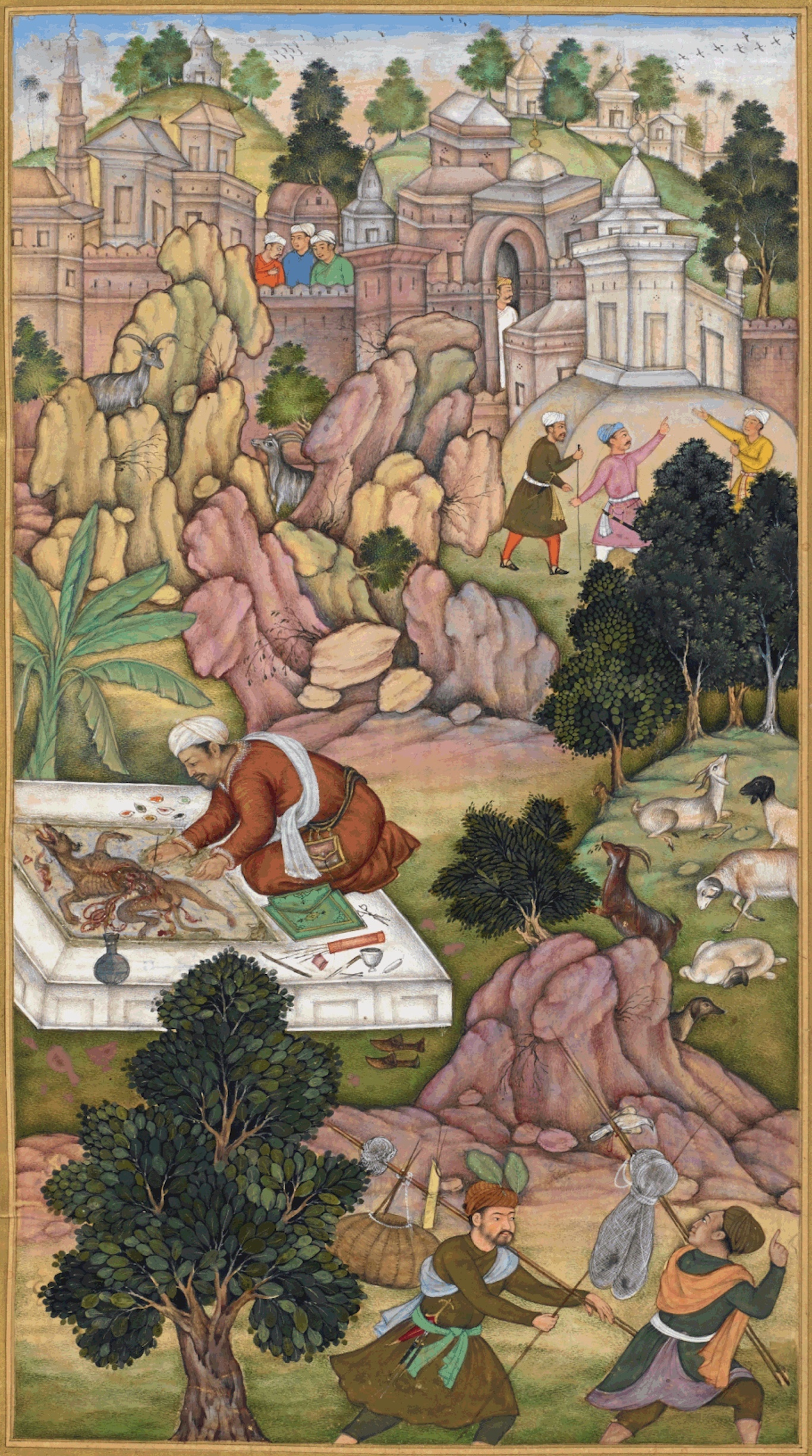
畫家摩尼正在描繪一隻已死的狗。泥金裝飾手抄本，印度蒙兀兒帝國時代，約1610年。

《大二宗圖》據說是摩尼教創始人摩尼親手繪製，以視覺圖像來說明摩尼教的宇宙觀以及光明王國和黑暗王國的情況。因已佚失，所以書中描繪的具體內容不得而知。但摩尼因此書獲得畫家美名，在摩尼教卷宗裡通常會附以圖飾來作闡述。而在該教寺院中設有經圖堂，圖與經並列。這部圖經的地位僅次於摩尼教正典七經，可見其重要性。
在後來的伊斯蘭教傳統中，摩尼並非以先知身份或宗教創始者為人熟知，反而是被當作一名藝術家。因繪製《圖經》之故，人們稱他為「畫家摩尼」。縱觀摩尼教的歷史，這一傳統似乎也得到了很好的印證。比如摩尼教徒對文獻的書寫、轉抄、記錄、保存以及繪製精美插圖和手抄本裝飾相當感興趣，尤其是涉及到這本《圖經》的時候。根據古代波斯文學的記載，《圖經》是一部前所未聞的非凡作品，是在一種極不尋常的情況下誕生的經書；據說在公元11世紀末的時候，於阿富汗東部城市加茲尼還保存有一份《圖經》。
日本京都大學的文獻語言學教授吉田豐曾提出一種觀點，他認為在日本發現的一幅中國元朝時繪製的《摩尼教宇宙圖》中的內容就是來自這部《圖經》；換言之，他認為《摩尼教宇宙圖》中豐富的圖像其實就是一部華化版的「圖經」，這一觀點為匈牙利的宗教史學家兼摩尼教學者康高寶所接受。匈牙利亞洲宗教藝術史學家古樂慈也不反對吉田豐的觀點，但她認為這幅《宇宙圖》並不是直接採用《圖經》中的內容，而是在圖像同內容編排上進行了修飾和改組。《圖經》中的風格自然應該是類似於西亞的手抄插圖卷本，且這些圖像從大小到形制都是專為插圖書而設計的。如果要將這種西亞的小型書籍插畫轉變成東亞的大型絹畫掛軸，對圖像和內容的重新篩選、修飾、改組是不可避免的。《宇宙圖》應該就是這樣一幅將多個原版圖像修飾以後再編排而成的作品。